# 3160 Angerhofer
A 3160 Angerhofer (ideiglenes jelöléssel 1980 LE) a Naprendszer kisbolygóövében található aszteroida. Edward L. G. Bowell fedezte fel 1980. június 14-én.